# Campeonato Mundial de Atletismo Sub-20 de 2016 - Lançamento de disco masculino
A prova do lançamento de disco masculino do Campeonato Mundial de Atletismo Sub-20 de 2016 ocorreu entre os dias 23 e 24 de julho em Bydgoszcz, na Polônia. 

## Recordes
Antes desta competição, os recordes mundiais e do campeonato nesta prova eram os seguintes:
|     | Nome              | Nacionalidade | Distância | Local  | Data                 |
| --- | ----------------- | ------------- | --------- | ------ | -------------------- |
| WJR | Mykyta Nesterenko | Ucrânia       | 70.13 m   | Halle  | 24 de maio de 2008   |
| CR  | Margus Hunt       | Estónia       | 67.32 m   | Pequim | 16 de agosto de 2006 |

## Medalhistas
| Ouro                        | Prata                | Bronze          |
| Mohamed Ibrahim Moaaz (QAT) | Oskar Stachnik (POL) | Hleb Zhuk (BLR) |

## Cronograma
Todos os horários são locais (UTC+1).
| Data        | Hora  | Evento       |
| ----------- | ----- | ------------ |
| 23 de julho | 09:40 | Qualificação |
| 24 de julho | 16:10 | Final        |

## Resultados

### Qualificação
Qualificação: 59,00 m (Q) ou pelo menos melhor 12 qualificado (q) 
| Posição | Atleta                    | Nacionalidade  | Resultados | Notas           |
| ------- | ------------------------- | -------------- | ---------- | --------------- |
| 1       | Mohamed Ibrahim Moaaz     | Catar          | 62.79      | Q               |
| 2       | Merten Howe               | Alemanha       | 62.16      | Q               |
| 3       | Clemens Prüfer            | Alemanha       | 61.41      | Q               |
| 4       | Konrad Bukowiecki         | Polónia        | 60.31      | DSQ             |
| 4       | Hleb Zhuk                 | Bielorrússia   | 59.48      | Q,              |
| 5       | Oskar Stachnik            | Polónia        | 59.25      | Q               |
| 6       | Cheng Yulong              | China          | 59.24      | Q,              |
| 7       | Stefan Mura               | Moldávia       | 59.19      | Q               |
| 8       | Wictor Petersson          | Suécia         | 58.04      | q               |
| 9       | Shinichi Yukinaga         | Japão          | 57.98      | q,              |
| 10      | George Evans              | Grã-Bretanha   | 57.88      | q               |
| 11      | Cleverson Oliveira        | Brasil         | 57.62'     | q               |
| 12      | Christoforos Gebethli     | Chipre         | 57.49      | Recorde pessoal |
| 13      | José Miguel Ballivian     | Chile          | 57.15      | NJR             |
| 14      | Jakob Gardenkrans         | Suécia         | 57.14      |                 |
| 15      | Josh Boateng              | Granada        | 57.04      |                 |
| 16      | Claudio Romero            | Chile          | 56.37      | NJR             |
| 17      | José Lorenzo Hernandez    | Espanha        | 56.33      |                 |
| 18      | Bronson Osborn            | Estados Unidos | 56.23      |                 |
| 19      | Yume Ando                 | Japão          | 55.93      |                 |
| 20      | Luis Manuel Ramirez       | Espanha        | 55.87      |                 |
| 21      | Thomas Mardal             | Noruega        | 55.82      |                 |
| 22      | Kevin Nedrick             | Jamaica        | 55.78      |                 |
| 23      | Jordan Guehaseim          | França         | 55.60      |                 |
| 24      | Connor Bandel             | Estados Unidos | 54.57      |                 |
| 25      | Emrecan Ercan             | Turquia        | 54.53      |                 |
| 26      | Hassan Mohamed Elshabrawi | Egito          | 54.50      |                 |
| 27      | George Armstrong          | Grã-Bretanha   | 54.39      |                 |
| 28      | Ruslan Valitov            | Ucrânia        | 54.36      |                 |
| 29      | Sun Shichen               | China          | 54.34      |                 |
| 30      | Arijam Islami             | Croácia        | 53.24      |                 |
| 31      | Shehab Mohamed Abdalaziz  | Egito          | 53.19      |                 |
| 32      | Jander Heil               | Estónia        | 53.19      |                 |
| 33      | Roje Stona                | Jamaica        | 53.12      |                 |
| 34      | Bence Halasz              | Hungria        | 52.90      |                 |
| 35      | Leonardo Fabbri           | Itália         | 52.09      |                 |
| 36      | Andréas Thanasis          | Grécia         | 52.07      |                 |
| 37      | Giorgos Koniarakis        | Chipre         | 51.70      |                 |
| 38      | Nathaniel Sulupo          | Samoa          | 49.27      |                 |
| 39      | Adar Shir                 | Israel         | 48.95      |                 |
| 40      | Ivan Povaliashko          | Ucrânia        | 48.86      |                 |
| 41      | Sven Todorovic            | Croácia        | 45.38      |                 |
| 42      | James Kimiora Harry       | Ilhas Cook     | 38.51      | NJR             |
| 43      | Wout Zijlstra             | Países Baixos  | NM         |                 |
| 43      | Temuri Abulashvili        | Geórgia        | NM         |                 |

### Final
A prova final foi realizada no dia 24 de julho às 16:10. 
| Medalha de ouro   | Mohamed Ibrahim Moaaz | Catar        | 63.63 | x     | x     | x     | 63.63           | NJR             |  |  |
| Medalha de prata  | Oskar Stachnik        | Polónia      | 55.80 | 60.06 | 62.83 | 61.34 | 62.83           | Recorde pessoal |  |  |
| Medalha de bronze | Hleb Zhuk             | Bielorrússia | 60.44 | 61.70 | 61.07 | x     | 61.70           | Recorde pessoal |  |  |
| 4                 | Wictor Petersson      | Suécia       | 61.23 | x     | x     | 59.55 | 61.23           | Recorde pessoal |  |  |
| 5                 | Konrad Bukowiecki     | Polónia      | x     | 57.11 | 59.71 | x     | 59.71           | DSQ             |  |  |
| 5                 | Clemens Prufer        | Alemanha     | x     | 55.98 | 59.10 | x     | 59.10           |                 |  |  |
|                   |                       |              |       |       |       |       |                 |                 |  |  |
| 6                 | Cheng Yulong          | China        | x     | 55.36 | 58.81 |       | 58.81           |                 |  |  |
| 7                 | Shinichi Yukinaga     | Japão        | 56.07 | 58.50 | 56.93 | 58.50 | Recorde pessoal |                 |  |  |
| 8                 | Merten Howe           | Alemanha     | 57.42 | x     | 58.16 | 58.16 |                 |                 |  |  |
| 9                 | Stefan Mura           | Moldávia     | x     | x     | 57.87 | 57.87 |                 |                 |  |  |
| 10                | Cleverson Oliveira    | Brasil       | 57.85 | x     | x     | 57.85 |                 |                 |  |  |
| 11                | George Evans          | Grã-Bretanha | x     | x     | x     | NM    |                 |                 |  |  |

Legenda
| Recorde mundial       | Recorde mundial (World record)               |                       | Recorde africano                      | Recorde africano (African) |                                           | Q | Classificado por posição (Qualified) |
| Recorde do campeonato | Recorde do campeonato (Championship record)  | Recorde da América    | Recorde da América (Americas)         | q                          | Classificado por melhor tempo (Qualified) |   |                                      |
| Melhor marca do ano   | Melhor marca do ano (World leading)          | Recorde asiático      | Recorde asiático (Asian)              | DNS                        | Não largou (Did not start)                |   |                                      |
| Recorde nacional      | Recorde nacional (National record)           | Recorde europeu       | Recorde europeu (European)            | DNF                        | Não terminou (Did not finish)             |   |                                      |
| Recorde pessoal       | Recorde pessoal do atleta (Personal best)    | Recorde da Oceania    | Recorde da Oceania (Oceania)          | DSQ / DQ                   | Desclassificado (Disqualified)            |   |                                      |
| Recorde da temporada  | Recorde da temporada do atleta (Season best) | Recorde sul-americano | Recorde sul-americano (South America) | NM                         | Sem marca (No mark)                       |   |                                      |